# 1980年夏季残疾人奥林匹克运动会英国代表团
1980年夏季残疾人奥林匹克运动会英国代表团是英国派出的1980年夏季残疾人奥林匹克运动会代表团。获得47枚金牌、32枚银牌和21枚铜牌。